# Daniela Piani
Daniela Piani (* 21. April 2007) ist eine britische Tennisspielerin.

## Karriere
Piani spielt vor allem Turniere auf der ITF Women’s World Tennis Tour, wo sie bislang aber noch keinen Titel gewann.
2022 qualifizierte sie sich für das Hauptfeld des Juniorinneneinzel in Wimbledon, verlor dann jedoch in der ersten Runde mit 2:6, 6:2 und 2:6 gegen Luca Udvardy. Im Juniorinnendoppel verlor sie an der Seite ihrer Partnerin Sofia Johnson in der ersten Runde mit 3:6 und 1:6 gegen die Paarung Renáta Jamrichová und Olivia Lincer.
2023 konnte sie sich in Wimbledon erneut für das Hauptfeld im Juniorinneneinzel qualifizieren, musste sich aber in der ersten Runde mit 2:6, 6:3 und 2:6 gegen Ariana Anazagasty-Pursoo geschlagen geben. Im Juniorinnendoppel verlor sie an der Seite von Roisin Gilheany gegen die Paarung Lucciana Pérez Alarcón und Kaitlin Quevedo mit 5:7 und 6:73.
2024 erhielt sie eine Wildcard für das Hauptfeld des Juniorinneneinzel in Wimbledon, verlor aber wie auch die Jahre 2022 und 2023 bereits in der ersten Runde, wo sie Antonia Vergara Rivera mit 6:4, 2:6 und 5:7 unterlag. Im Juniorinnendoppel erhielt sie mit ihrer Partnerin Hollie Smart ebenfalls eine Wildcard für das Hauptfeld. Die beiden konnten ihre Erstrundenbegegnung gegen Jelysaweta Kotljar und Monika Stankiewicz mit 6:4 und 6:4 gewinnen und so ins Achtelfinale einziehen, wo sie dann mit 3:6 und 4:6 gegen die an Position zwei gesetzten Tyra Caterina Grant und Iva Jovic verloren.
2025 stand sie Anfang Mai mit Brooke Black im Doppelfinale des W35 ITF-Turniers in Nottingham, das die beiden gegen Naiktha Bains und Holly Hutchinson mit 3:6 und 3:6 verloren. Im Einzel erreichte sie mit Siegen über Arlinda Rushiti und Weronika Ewald das Viertelfinale, in dem sie dann Amarni Banks mit 3:6, 6:3 und 3:6 unterlag. Anfang Juni erhielt sie eine Wildcard für die Qualifikation zum Hauptfeld im Dameneinzel der mit 500.000 US-Dollar dotierten HSBC Championships, ihrem ersten Turnier der WTA Tour, wo sie in der ersten Runde mit 5:7 und 4:6 gegen Anastassija Sacharowa verlor.

## College Tennis
Ab dem Herbst 2025 spielt Piani für das Damentenisteam der University of South Carolina.

## Abschneiden bei Grand-Slam-Turnieren

### Juniorinneneinzel
| Turnier         | 2022 | 2023 | 2024 | 2025 | Karriere |
| --------------- | ---- | ---- | ---- | ---- | -------- |
| Australian Open | —    | —    | —    | —    | —        |
| French Open     | —    | —    | —    | —    | —        |
| Wimbledon       | 1    | 1    | 1    | 1    | 1        |
| US Open         | —    | —    | —    | —    | —        |

Zeichenerklärung: S = Turniersieg; F, HF, VF, AF = Einzug ins Finale / Halbfinale / Viertelfinale / Achtelfinale; 1, 2, 3 = Ausscheiden in der 1. / 2. / 3. Hauptrunde; nicht ausgetragen

### Juniorinnendoppel
| Turnier         | 2022 | 2023 | 2024 | 2025 | Karriere |
| --------------- | ---- | ---- | ---- | ---- | -------- |
| Australian Open | —    | —    | —    | —    | —        |
| French Open     | —    | —    | —    | —    | —        |
| Wimbledon       | 1    | 1    | AF   | 1    | AF       |
| US Open         | —    | —    | —    | —    | —        |